# Canton de Plaine de l'Agoût
Le canton de Plaine de l'Agoût est une circonscription électorale française du département du Tarn.

## Histoire
Un nouveau découpage territorial du Tarn entre en vigueur à l'occasion des premières élections départementales suivant le décret du 17 février 2014. Les conseillers départementaux sont, à compter de ces élections, élus au scrutin majoritaire binominal mixte. Les électeurs de chaque canton élisent au Conseil départemental, nouvelle appellation du Conseil général, deux membres de sexe différent, qui se présentent en binôme de candidats. Les conseillers départementaux sont élus pour 6 ans au scrutin binominal majoritaire à deux tours, l'accès au second tour nécessitant 12,5 % des inscrits au 1er tour. En outre la totalité des conseillers départementaux est renouvelée. Ce nouveau mode de scrutin nécessite un redécoupage des cantons dont le nombre est divisé par deux avec arrondi à l'unité impaire supérieure si ce nombre n'est pas entier impair, assorti de conditions de seuils minimaux. Dans le Tarn, le nombre de cantons passe ainsi de 46 à 23.
Le canton de Plaine de l'Agoût est formé de communes des anciens cantons de Lautrec (10 communes), de Saint-Paul-Cap-de-Joux (9 communes), de Vielmur-sur-Agout (7 communes) et de Castres-Nord (1 commune). Il est entièrement inclus dans l'arrondissement de Castres. Le bureau centralisateur est situé à Sémalens.

## Représentation
| Période élective | Période élective | Mandat | Mandat   | Identité                | Nuance | Nuance | Qualité |
| ---------------- | ---------------- | ------ | -------- | ----------------------- | ------ | ------ | --- |
| 2015             | 2021             | 2015   | 2021     | Catherine Rabou         |        | PS     | Institutrice, maire de Vielmur-sur-Agout |
| 2015             | 2021             | 2015   | 2021     | Laurent Vandendriessche |        | PS     | Ancien cadre de La Poste Maire de Saint-Paul-Cap-de-Joux Ancien conseiller général du Canton de Saint-Paul-Cap-de-Joux (2004-2015) 10ème Vice-Président du Conseil Départemental |
| 2021             | 2028             | 2021   | en cours | Catherine Rabou         |        | PS     | Institutrice retraitée, maire de Vielmur-sur-Agout |
| 2021             | 2028             | 2021   | en cours | Laurent Vandendriessche |        | PS     | Maire de Saint-Paul-Cap-de-Joux, 10ème vice-président chargé de la culture |

### Résultats détaillés

#### Élections de mars 2015
À l'issue du 1er tour des élections départementales de 2015, trois binômes sont en ballottage : Catherine Rabou et Laurent Vandendriessche (PS, 31,07 %), Thierry Bardou et Marie-Françoise Duris (DVD, 30,6 %) et Alice Karagatcheff et Robert Salas (FN, 27,38 %). Le taux de participation est de 62,78 % (7 657 votants sur 12 197 inscrits) contre 58,71 % au niveau départemental et 50,17 % au niveau national.
Au second tour, Catherine Rabou et Laurent Vandendriessche (PS) sont élus avec 39,78 % des suffrages exprimés et un taux de participation de 65,14 % (3 005 voix pour 7 946 votants et 12 199 inscrits).

#### Élections de juin 2021
Le premier tour des élections départementales de 2021 est marqué par un très faible taux de participation (33,26 % au niveau national). Dans le canton de Plaine de l'Agoût, ce taux de participation est de 44,77 % (5 590 votants sur 12 485 inscrits) contre 39,08 % au niveau départemental. À l'issue de ce premier tour, deux binômes sont en ballottage : Catherine Rabou et Laurent Vandendriessche (DVG, 54,29 %) et Corinne Morel et Dominique Sigel (RN, 24,35 %).
Le second tour des élections est marqué une nouvelle fois par une abstention massive équivalente au premier tour. Les taux de participation sont de 34,36 % au niveau national, 39,14 % dans le département et 44,34 % dans le canton de Plaine de l'Agoût. Catherine Rabou et Laurent Vandendriessche (DVG) sont élus avec 71,58 % des suffrages exprimés (3 667 voix pour 5 538 votants et 12 490 inscrits),,.

## Composition
Le canton de Plaine de l'Agoût comprend vingt-sept communes entières.
| Nom                              | Code Insee | Intercommunalité              | Superficie (km2) | Population (dernière pop. légale) | Densité (hab./km2) | Modifier                                    |
| -------------------------------- | ---------- | ----------------------------- | ---------------- | --------------------------------- | ------------------ | ------------------------------------------- |
| Sémalens (bureau centralisateur) | 81281      | CC du Sor et de l'Agout       | 11,12            | 2 021 (2022)                      | 182                | modifier les données · modifier les données |
| Brousse                          | 81040      | CC du Lautrecois-Pays d'Agout | 14,77            | 439 (2022)                        | 30                 | modifier les données · modifier les données |
| Cabanès                          | 81044      | CC du Lautrecois-Pays d'Agout | 8,86             | 309 (2022)                        | 35                 | modifier les données · modifier les données |
| Carbes                           | 81058      | CC du Lautrecois-Pays d'Agout | 7,40             | 241 (2022)                        | 33                 | modifier les données · modifier les données |
| Cuq                              | 81075      | CC du Lautrecois-Pays d'Agout | 14,99            | 488 (2022)                        | 33                 | modifier les données · modifier les données |
| Damiatte                         | 81078      | CC du Lautrecois-Pays d'Agout | 31,78            | 1 067 (2022)                      | 34                 | modifier les données · modifier les données |
| Fiac                             | 81092      | CC du Lautrecois-Pays d'Agout | 25,00            | 927 (2022)                        | 37                 | modifier les données · modifier les données |
| Fréjeville                       | 81098      | CC du Lautrecois-Pays d'Agout | 9,48             | 721 (2022)                        | 76                 | modifier les données · modifier les données |
| Guitalens-L'Albarède             | 81132      | CC du Lautrecois-Pays d'Agout | 9,36             | 835 (2022)                        | 89                 | modifier les données · modifier les données |
| Jonquières                       | 81109      | CC du Lautrecois-Pays d'Agout | 12,20            | 443 (2022)                        | 36                 | modifier les données · modifier les données |
| Laboulbène                       | 81118      | CC du Lautrecois-Pays d'Agout | 4,65             | 167 (2022)                        | 36                 | modifier les données · modifier les données |
| Lautrec                          | 81139      | CC du Lautrecois-Pays d'Agout | 54,64            | 1 690 (2022)                      | 31                 | modifier les données · modifier les données |
| Magrin                           | 81151      | CC du Lautrecois-Pays d'Agout | 8,07             | 135 (2022)                        | 17                 | modifier les données · modifier les données |
| Montdragon                       | 81174      | CC du Lautrecois-Pays d'Agout | 12,19            | 613 (2022)                        | 50                 | modifier les données · modifier les données |
| Montpinier                       | 81181      | CC du Lautrecois-Pays d'Agout | 7,60             | 186 (2022)                        | 24                 | modifier les données · modifier les données |
| Peyregoux                        | 81207      | CC du Lautrecois-Pays d'Agout | 4,50             | 84 (2022)                         | 19                 | modifier les données · modifier les données |
| Prades                           | 81212      | CC du Lautrecois-Pays d'Agout | 5,24             | 118 (2022)                        | 23                 | modifier les données · modifier les données |
| Pratviel                         | 81213      | CC du Lautrecois-Pays d'Agout | 7,11             | 91 (2022)                         | 13                 | modifier les données · modifier les données |
| Puycalvel                        | 81216      | CC du Lautrecois-Pays d'Agout | 12,27            | 215 (2022)                        | 18                 | modifier les données · modifier les données |
| Saint-Genest-de-Contest          | 81250      | CC du Lautrecois-Pays d'Agout | 13,71            | 281 (2022)                        | 20                 | modifier les données · modifier les données |
| Saint-Julien-du-Puy              | 81258      | CC du Lautrecois-Pays d'Agout | 19,38            | 446 (2022)                        | 23                 | modifier les données · modifier les données |
| Saint-Paul-Cap-de-Joux           | 81266      | CC du Lautrecois-Pays d'Agout | 17,01            | 1 060 (2022)                      | 62                 | modifier les données · modifier les données |
| Serviès                          | 81286      | CC du Lautrecois-Pays d'Agout | 12,80            | 591 (2022)                        | 46                 | modifier les données · modifier les données |
| Teyssode                         | 81299      | CC du Lautrecois-Pays d'Agout | 22,88            | 382 (2022)                        | 17                 | modifier les données · modifier les données |
| Vénès                            | 81311      | CC du Lautrecois-Pays d'Agout | 27,42            | 723 (2022)                        | 26                 | modifier les données · modifier les données |
| Vielmur-sur-Agout                | 81315      | CC du Lautrecois-Pays d'Agout | 11,61            | 1 377 (2022)                      | 119                | modifier les données · modifier les données |
| Viterbe                          | 81323      | CC du Lautrecois-Pays d'Agout | 6,51             | 360 (2022)                        | 55                 | modifier les données · modifier les données |
| Canton de Plaine de l'Agoût      | 8120       |                               | 392,55           | 16 010 (2022)                     | 41                 | modifier les données                        |

## Démographie
En 2022, le canton comptait 16 010 habitants, en évolution de −1,55 % par rapport à 2016 (Tarn : +2,52 %, France hors Mayotte : +2,11 %).
| 2013   | 2018   | 2022   |
| ------ | ------ | ------ |
| 16 094 | 16 129 | 16 010 |